# Antología de poetas españoles contemporáneos (1900-1933)
Antología de poetas españoles contemporáneos (1900-1933) es una antología editada por el español José María Souvirón, publicada en 1934 en la editorial Nascimento de Santiago de Chile.

## Contenido
El libro incluye trabajos de los siguientes poetas españoles:
1. Juan Ramón Jiménez
2. Manuel Machado
3. Antonio Machado
4. Enrique de Mesa
5. Rogelio Buendía
6. José Moreno Villa
7. Mauricio Bacarisse
8. Juan José Domenchina
9. Antonio Espina
10. Gerardo Diego
11. Federico García Lorca
12. Pedro Salinas
13. José María Souvirón
14. Rafael Alberti
15. Emilio Prados
16. José María Hinojosa
17. Manuel Altolaguirre
18. Luis Cernuda
19. Josefina de la Torre
20. Jorge Guillén
21. Vicente Aleixandre
22. Juan Larrea

## Recepción e impacto
Esta antología permitió acercar la obra de los poetas españoles contemporáneos a lectores que en Chile no tenían un acceso fluido a sus libros de poemas. Un joven Nicanor Parra pudo leerlo el mismo año de su publicación, y le significó su primer acercamiento a poetas como Juan Ramón Jiménez, Pedro Salinas, Federico García Lorca o Rafael Alberti. Un par de años después, Parra tendría un breve paso como uno de los representantes de la poesía de la claridad, fuertemente inspirada en la obra de Lorca.